# Victoria Silvstedt
Karin Victoria Silvstedt (n. 19 septembrie 1974 în Skellefteå) este un fotomodel, actriță, cântăreață și prezentatoare la televiziunea suedeză.

## Biografie
Victoria Silvstedt s-a născut în Skellefteå și a fost crescută într-o familie de cinci persoane în Bollnäs. Ea are o soră mai mare, Veronica și un frate mai mic. Ea a fost pasionată de călărie și a vrut să devină un medic veterinar.
Tatăl ei a fost căpitanul unei echipe locale de schi, și a început de schi alpin de la vârsta de cinci ani. Cu toate acestea, a suferit un accident în decursul unei competiții de schi, a fost rănit la umăr și a încheiat cariera de schi competitiv la vârsta de 16 ani.

## Carieră

### Carieră ca fotomodel
Silvstedt a participat la concursul Miss Suedia și a fost aleasă pentru a reprezenta țara sa la concursul Miss World, în 1993. Silvstedt a semnat apoi contractat cu o agenție de modă la Paris și a început să lucreze pentru diverse case de modă prestigioase, printre care Chanel, Christian Dior și Giorgio Armani, apare în reclame și spectacole de modă. Silvstedt a continuat activitatea de model la nivel internațional, prin care apare în numeroase reviste, între care FHM, Glamour, GQ, Maxim și Vanity Fair, precum și activitatea pentru diverse branduri.
Silvstedt a fost repede remarcată de Hugh Hefner, care a invitat-o să facă o sesiune foto pentru revista Playboy din Los Angeles. Ea devine Miss December 1996 și pozează pentru Playboy,  și ea a fost aleasă pentru a fi Playmate al anului în 1997.

### Carieră ca cântăreață
Silvstedt a lansat un album intitulat Girl on the Run, prin eticheta EMI în 1999. Single-uri "Rocksteady Love", "Hello Hey" și "Party Line"  au fost de asemenea lansate pentru a sprijini vânzările de albume iar albumul a fost de aur în Suedia. În 2010, Silvstedt lansat single-al patrulea denumit "Saturday Night".
Silvstedt a spus că îi place să cânte dar aceasta este numai o pasiune dar ea nu poate concepe să facă o carieră cu normă întreagă din ea.

### Carieră ca actriță
Silvstedt a lucrat de asemenea ca actriță și a apărut în seria de televiziune, cum ar fi Melrose Place. De atunci, Silvstedt a apărut într-o serie de filme de comedie de la Hollywood, inclusiv BASEketball (1998), The Independent (1998), Out Cold (2001) și Boat Trip (2002). Silvstedt a jucat în filme și seriale de televiziune în diferite țări europene, în special în Italia. Ea a jucat rolul principal în filme italiene, cum ar fi La mia vita a stelle e strisce și Un maresciallo in gondola, în care ea a jucat Kim Novak.

### Prezentatoarea de televiziune
Silvstedt a fost prezentat numeroase spectacole de televiziune, și a fost de lucru ca o gazda Roată norocului în versiunile în limbile franceză și italiană. Silvstedt imparte timpul între Paris și Roma, filmare unul dintre prezinta timp de o lună la un moment dat. În 2010, a gazduit Silvstedt propriul ei programe de televiziune intitulat Sport by Victoria de pe Eurosport în timpul Jocurile Olimpice de iarnă din 2010. Programul a introdus diferite sporturi de iarna, si a fost realizat atât în engleză și franceză.

### Realitatea TV
Silvstedt a debutat cu propria ei realitate serialul de televiziune Victoria Silvstedt: My Perfect Life în 2008. Spectacolul de atunci a fost difuzat în întreaga lume, inclusiv în Europa, Asia, Australia, Statele Unite și America Latină. Primul sezon se referă la viața ei personală și profesională din trecut la St. Tropez, Monaco, Cannes, Paris, Roma, Londra, Helsinki, Stockholm, Los Angeles și New York. Silvstedt își vizitează familia în nordul Suediei, unde a crescut și își  petrece timpul cu prietenii din copilărie.

## Viața personală
Silvstedt l-a întâlnit pe Chris Wragge în 1997, s-au căsătorit în iunie 2000 la New York. Silvstedt și Wragge au trăit la Santa Monica, California și la Houston, Texas, timp de mai mulți ani, înainte să se mute la New York în 2004. Silvestedt și Chris Wragge s-au despărțit din 2007 dar nu au divorțat.
Victoria Silvstedt vorbește fluent limbile suedeză, engleză, franceză și italiană.

## Apariții în edițiile dePlayboy
- Playboy's Blondes, Brunettes & Redheads, iunie 2003
- Playboy's Sexy 100, februarie 2003
- Playboy's Girls of Summer, mai 2001
- Playboy's Nude Playmates, aprilie 2001
- Playboy's Book of Lingerie Vol. 75, septembrie 2000
- Playboy's Voluptuous Vixens Vol. 3, octombrie 1999
- Playboy's Celebrating Centerfolds Vol. 3, octombrie 1999
- Playboy's Girls of Summer, iunie 1999
- Playboy's Book of Lingerie Vol. 67, mai 1999
- Playboy's Playmates in Bed Vol. 3, februarie 1999
- Playboy's Playmate Tests, noiembrie 1998
- Playboy's Body Language, octombrie 1998
- Playboy's Girls of Summer, mai 1998
- Playboy's Wet & Wild, aprilie 1998
- Playboy's Book of Lingerie Vol. 59, ianuarie 1998
- Playboy's Book of Lingerie Vol. 58, noiembrie 1997
- Playboy's Playmate Review Vol. 13, iunie 1997
- Playboy's Nude Playmates, iunie 1997

## Discografie

### Albume
- Girl on the Run (1999)

### Singleuri
- Rocksteady Love (1999)
- Hello Hey (1999)
- Party Line (2000)
- Saturday Night (2010)

## Parțială filmografie
- BASEketball (1998)
- Melrose Place (serial de televiziune) (1999)
- Ivans XTC (2000)
- The Independent (2000)
- She Said I Love You (2001)
- Out Cold (2001)
- Cruel Game (2001)
- Boat Trip (2002)
- Beach Movie (2003)